# 西湖十景
西湖十景指分布在杭州西湖周围的十个有代表性的景点。通常是指苏堤春晓、曲院风荷、平湖秋月、断桥残雪、花港观鱼、南屏晚钟、双峰插云、雷峰夕照、三潭印月以及柳浪闻莺这十个景点，其中许多又被改编成广东音乐。西湖十景最早称呼于南宋，后随朝代的替换，景点的名称，位置也有所更换。而到清朝时则增加到十八景，甚至是二十四景。但其中仍以南宋所传的十景最为著名。1985年，杭州市多家单位重新评选了西湖十景，并将新评选的西湖十景命名为“新西湖十景”。而南宋时的西湖十景，则相对的被称为“西湖老十景”。

## 南宋
南宋时的十景位置基本靠近西湖或就在湖中。据南宋祝穆《方舆胜览》、吴自牧《梦粱录》中记载。当时的西湖十景为：平湖秋月、苏堤春晓、 断桥残雪、雷峰落照、南屏晚钟、曲院风荷、花港观鱼、柳浪闻莺、三潭印月、两峰插云。西湖十景的称呼虽然起源于南宋，但在当时却并不是很公认。而十景的名称多出现在有关西湖山水画的题名中，或是南宋后期的一些诗词的名目中。

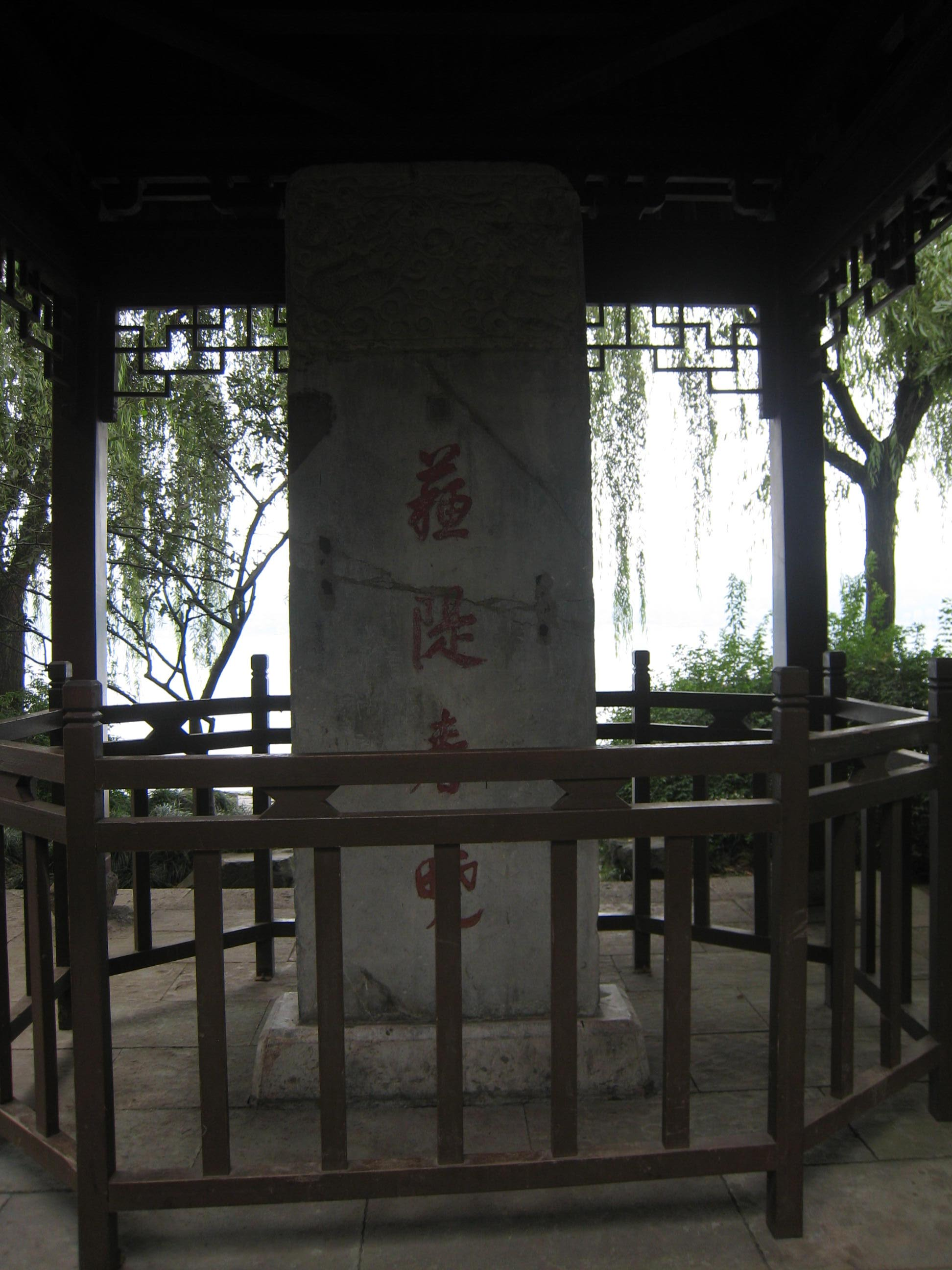
蘇堤春曉
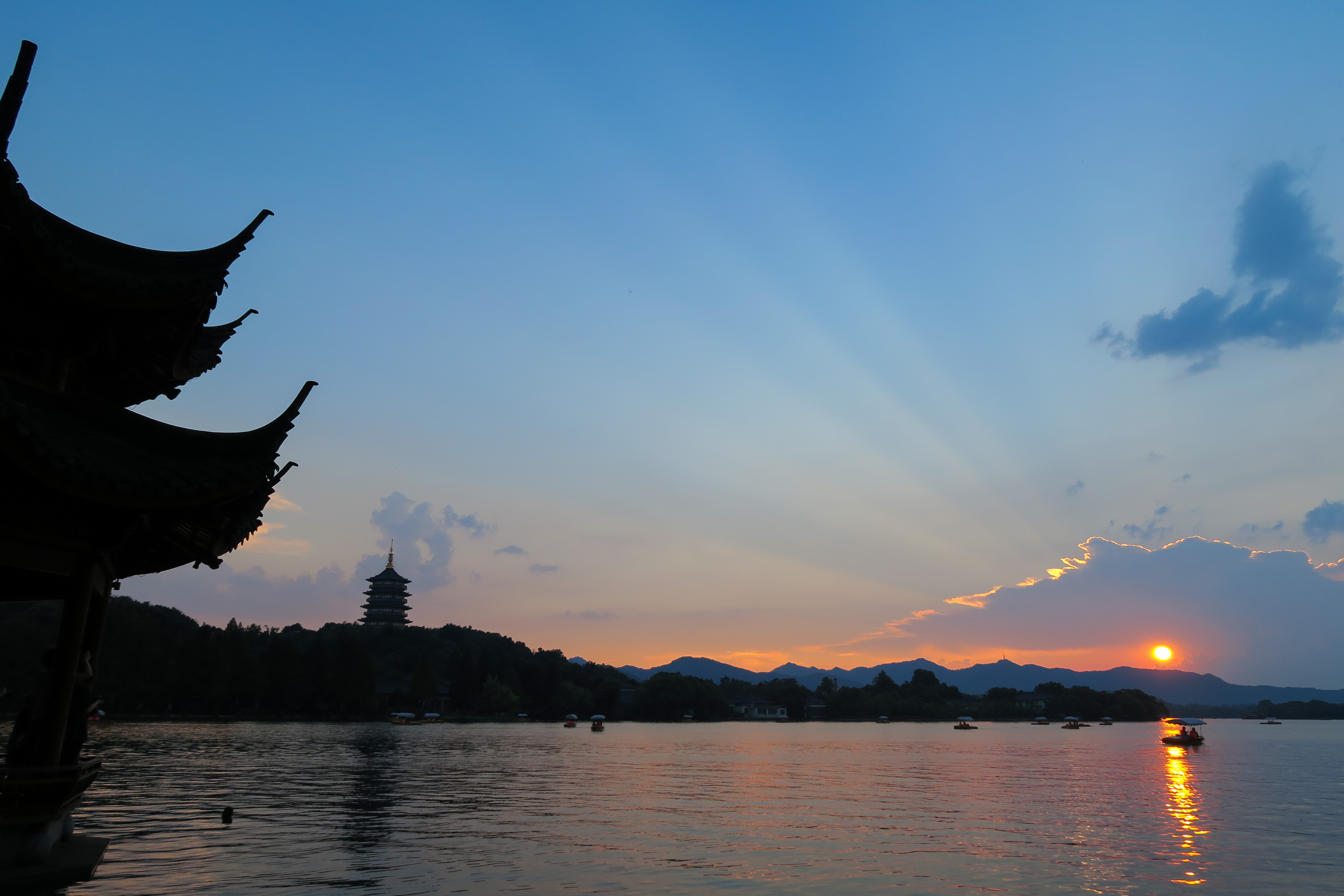
雷峰夕照
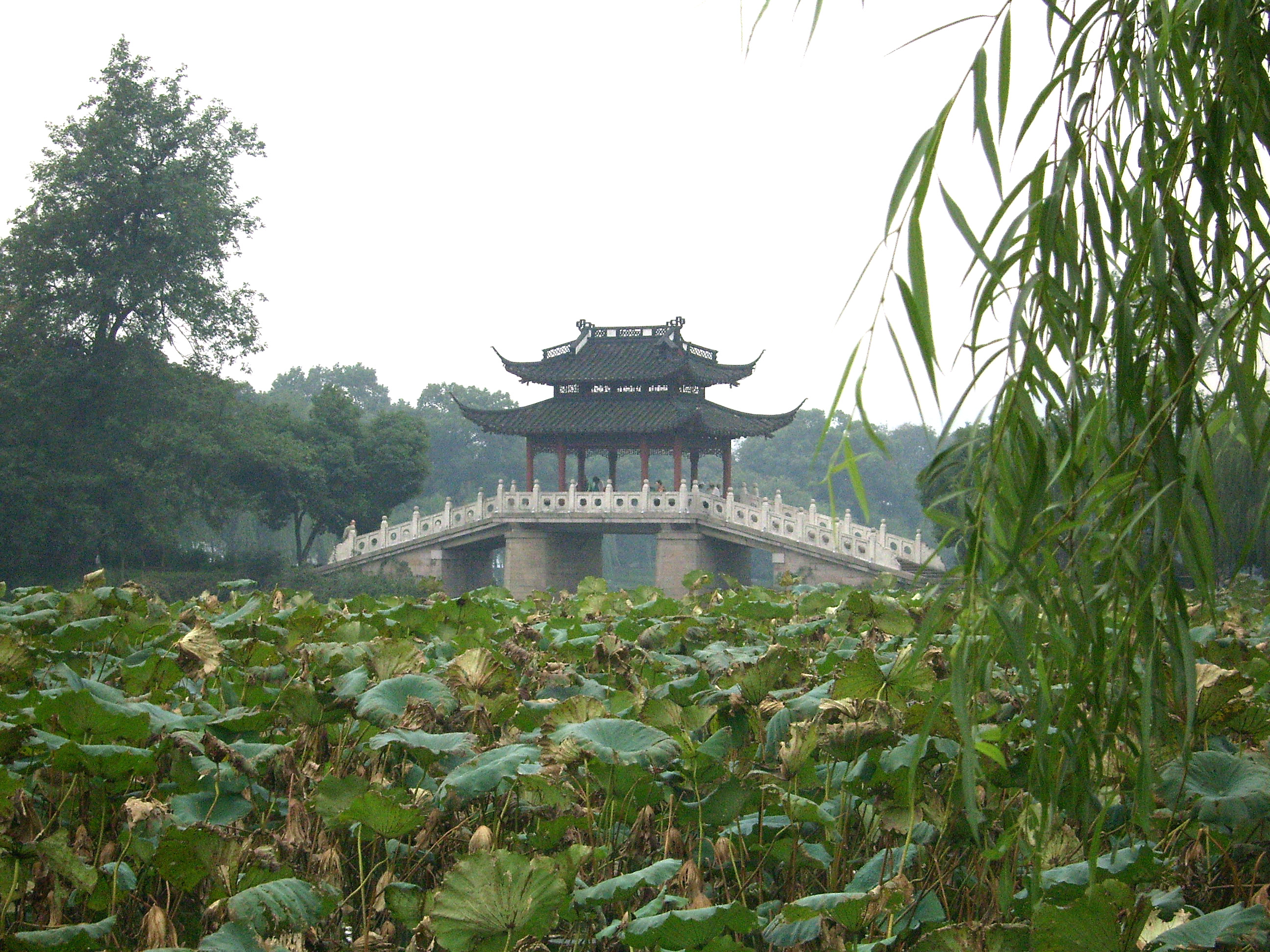
曲院風荷
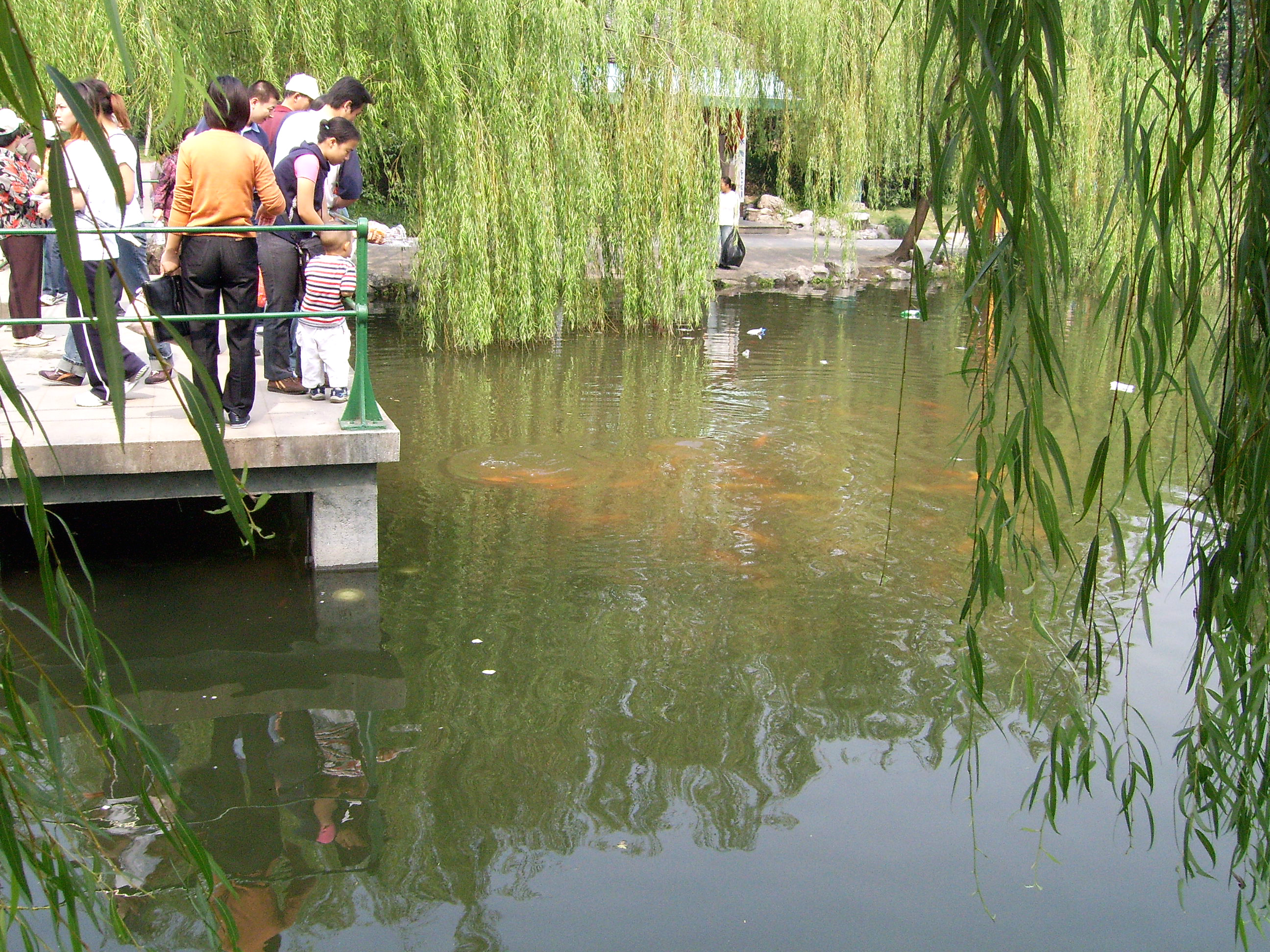
花港觀魚
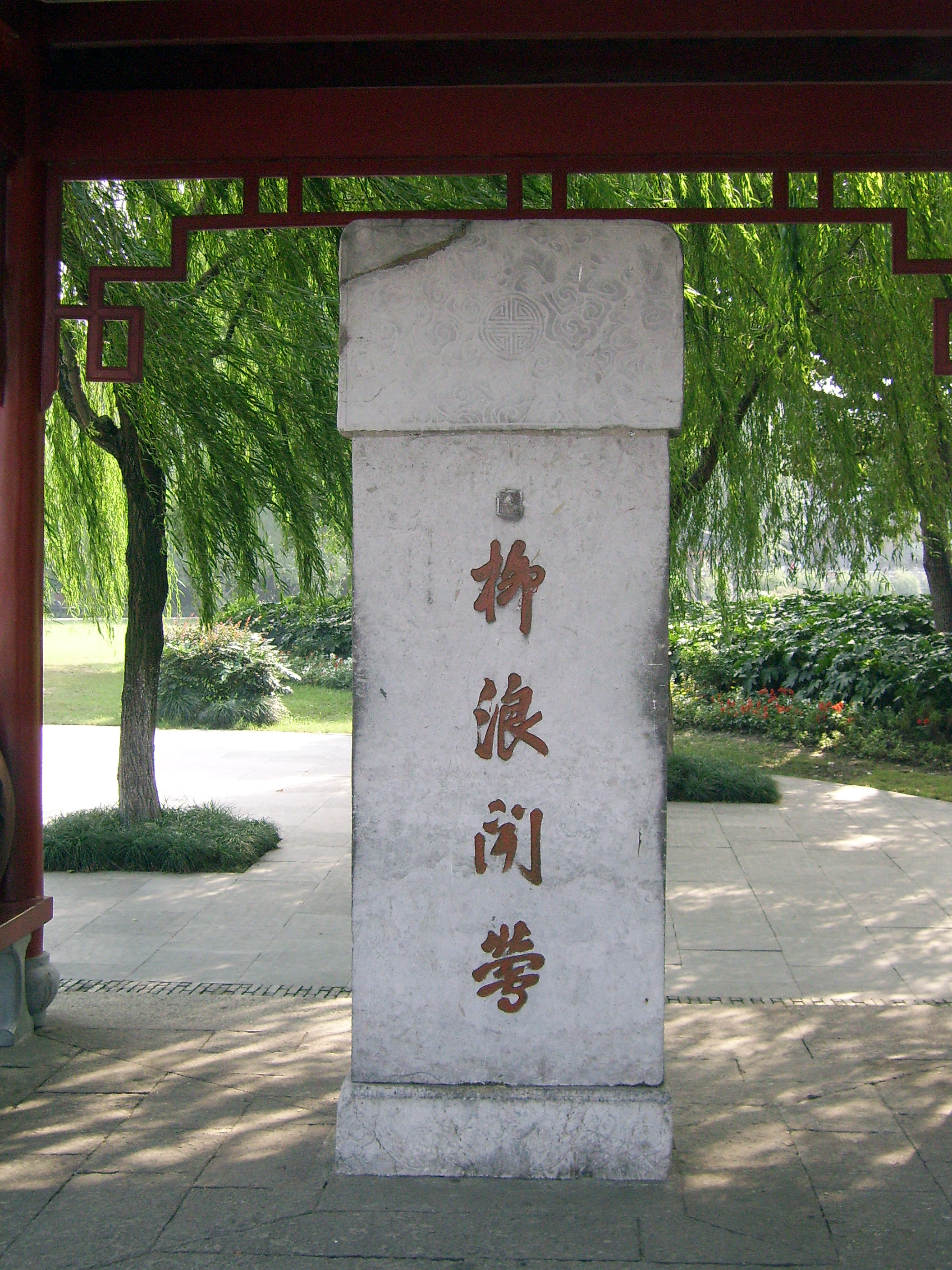
柳浪聞鶯
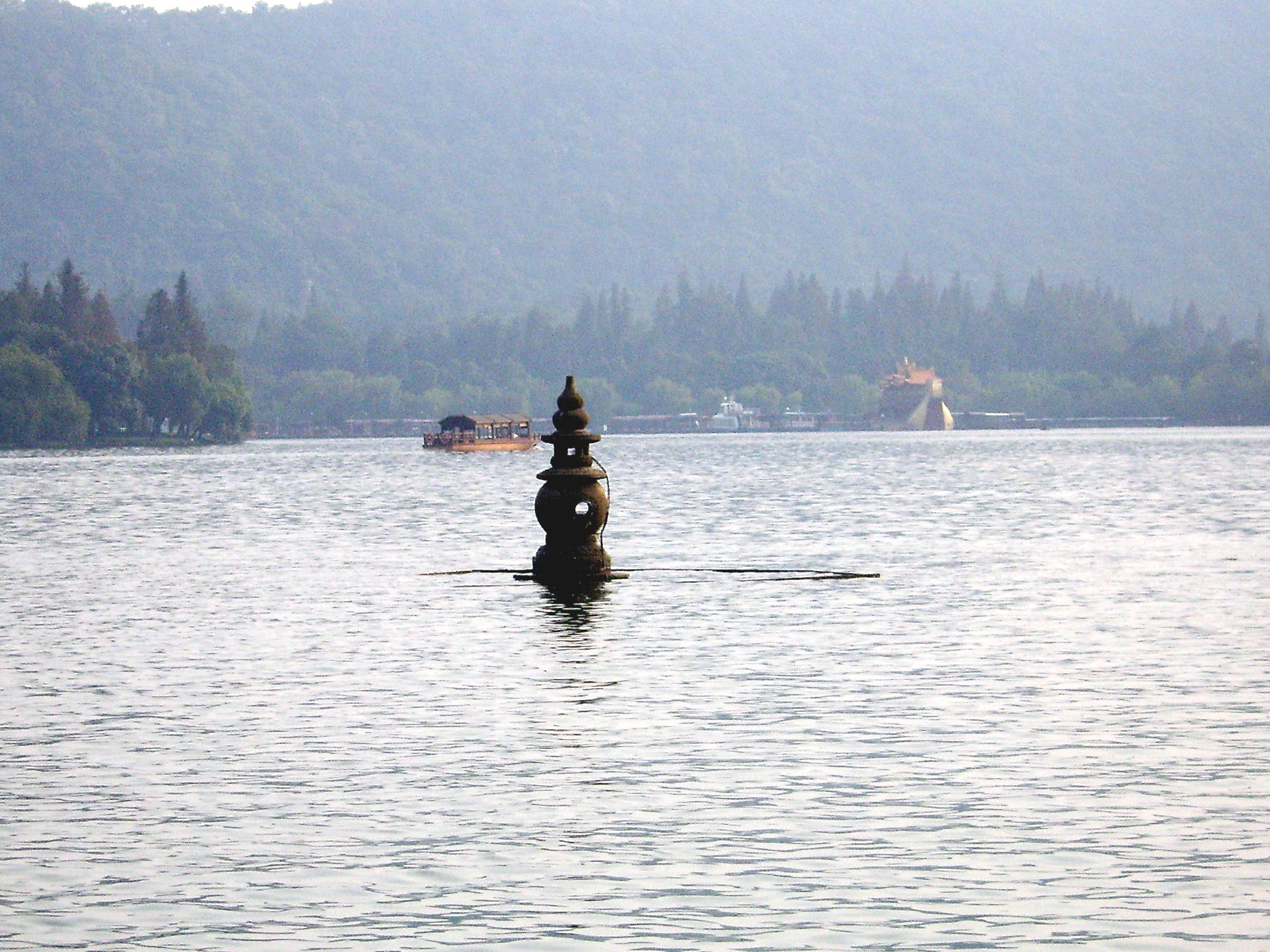
三潭印月

## 元代
元朝时的西湖十景有别于南宋。部分景点的位置已超出了西湖的范围。元代西湖十景分别是：六桥烟柳、九里云松、灵石樵歌、孤山霁雪、北关夜市、葛岭朝暾、浙江秋涛、冷泉猿啸、两峰白云、西湖夜月。元朝初期，因为战争巨大的破坏，西湖十景一度相当冷落。但在元朝中后期时，又有所恢复。

## 明代
明张岱作《西湖梦寻》中《西湖十景诗》沿用南宋的十景，另有冷泉猿啸、韬光观海、天竺香市、西溪探海、蕉石鸣琴、凤岭松涛、灵石樵歌、九里云松。

## 清代

### 康熙年间
清朝时期，西湖十景延续南宋西湖十景的称呼。清康熙三十八年(1699年)，康熙南巡至杭，游览十景后，将“两峰插云”改为“双峰插云”“雷峰落照”(或称“雷峰夕照”)改为“雷峰西照”“南屏晚钟”改为“南屏晓钟”。康熙为十景题字后，浙江地方官吏先后将所书景名，刻石立碑，建亭恭护。于此，西湖十景从只书上有所记载，转为十景所在景点标志。

### 雍正年间
清雍正年间，浙江总督李卫疏浚西湖，西湖十景转成为“西湖十八景”，十八景分别是湖山春社、功德崇坊、玉帶晴虹、海霞西爽、梅林归鹤、鱼沼秋蓉、莲池松舍、宝石凤亭、亭湾骑射、蕉石鸣琴、玉泉鱼跃、凤岭松涛、湖心平眺、吴山大观、天竺香市、云栖梵径、韬光观海及西溪探梅。十八景和南宋时的十景几乎无一景类同。

### 乾隆年间
乾隆年间，乾隆南巡杭州时，曾为延续的十景各赋诗一首，刻于景碑碑石阴面，这使西湖十景景名开始广为人知。于此，西湖十景被公认为西湖山水的代表。
清乾隆后期，乾隆南巡时在杭州的品题赋诗被列为了杭州二十四景。二十四景中，有十三景是取自雍正年间西湖十八景，二十四景分别为湖山春社、宝石凤亭、玉带晴虹、吴山大观、梅林归鹤、湖心平眺、蕉石鸣琴、玉泉鱼跃、凤岭松涛、天竺香市、韬光观海、云栖梵径、西溪探梅、小有天园、漪园湖亭、留余山居、篁岭卷阿、吟香别业、瑞石古洞、黄龙积翠、香台普观、澄观台、六和塔、述古堂

## 1985年

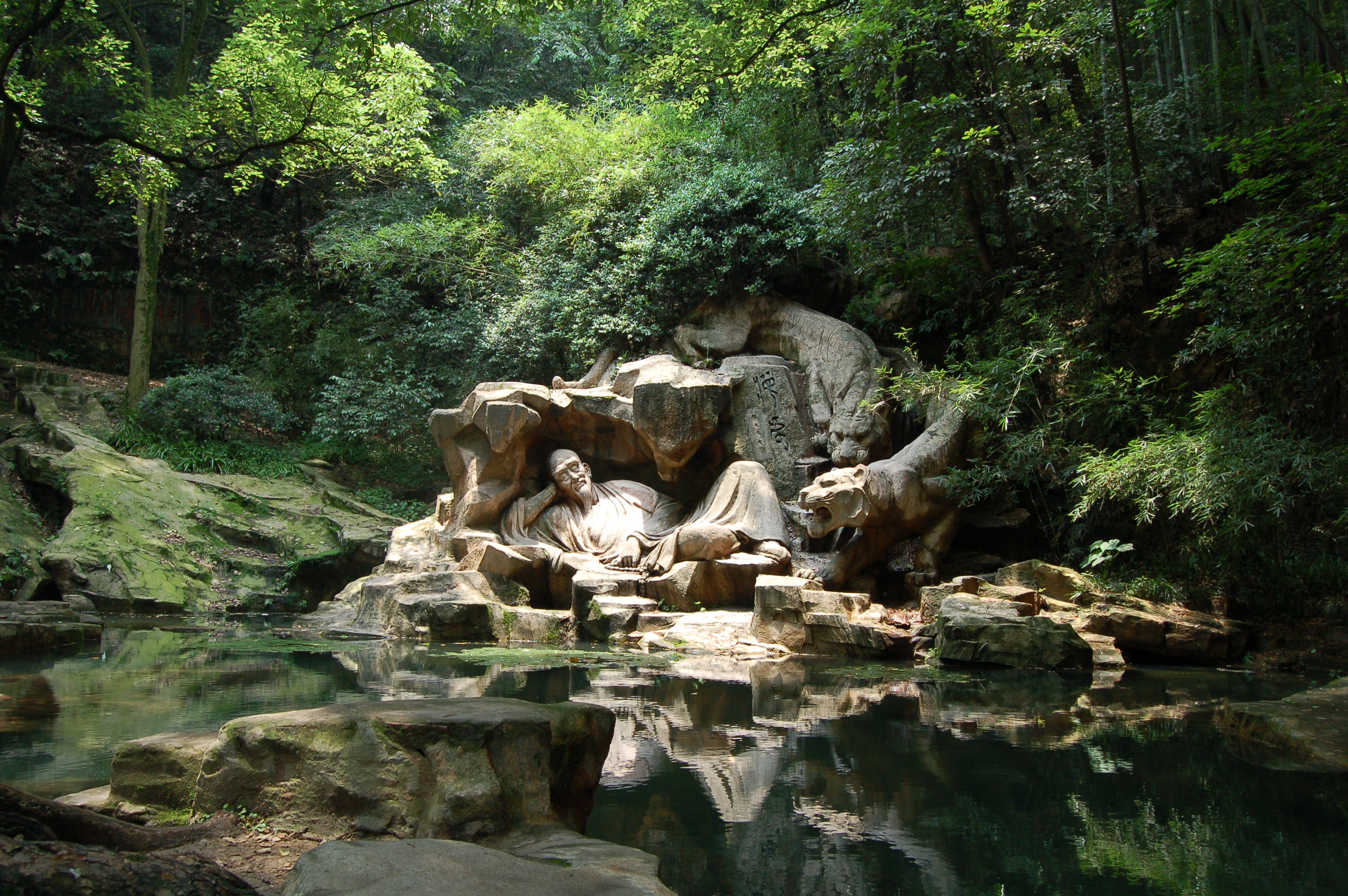
虎跑梦泉是西湖新十景其中一景。

1984年由《杭州日报》社、杭州市园林文物管理局、浙江电视台、杭州市旅游总公司、《园林与名胜》杂志五家单位发起，历时8个多月，经5万余人评选出西湖新十景，于1985年9月22日正式公布，分别为云栖竹径、满陇桂雨、虎跑梦泉、龙井问茶、九溪烟树、吴山天风、阮墩环碧、黄龙吐翠、玉皇飞云、宝石流霞。新十景得到了许多肯定，但在影响上，仍不及南宋时期的西湖十景深远。

## 2007年
2007年“三评西湖十景”，历时九个月，经33.86余万人参与投票，在10月27日第九届中国杭州西湖博览会开幕式时公布：灵隐禅踪、六和听涛、岳墓栖霞、湖滨晴雨、钱祠表忠、万松书缘、杨堤景行、三台云水、梅坞春早、北街梦寻。

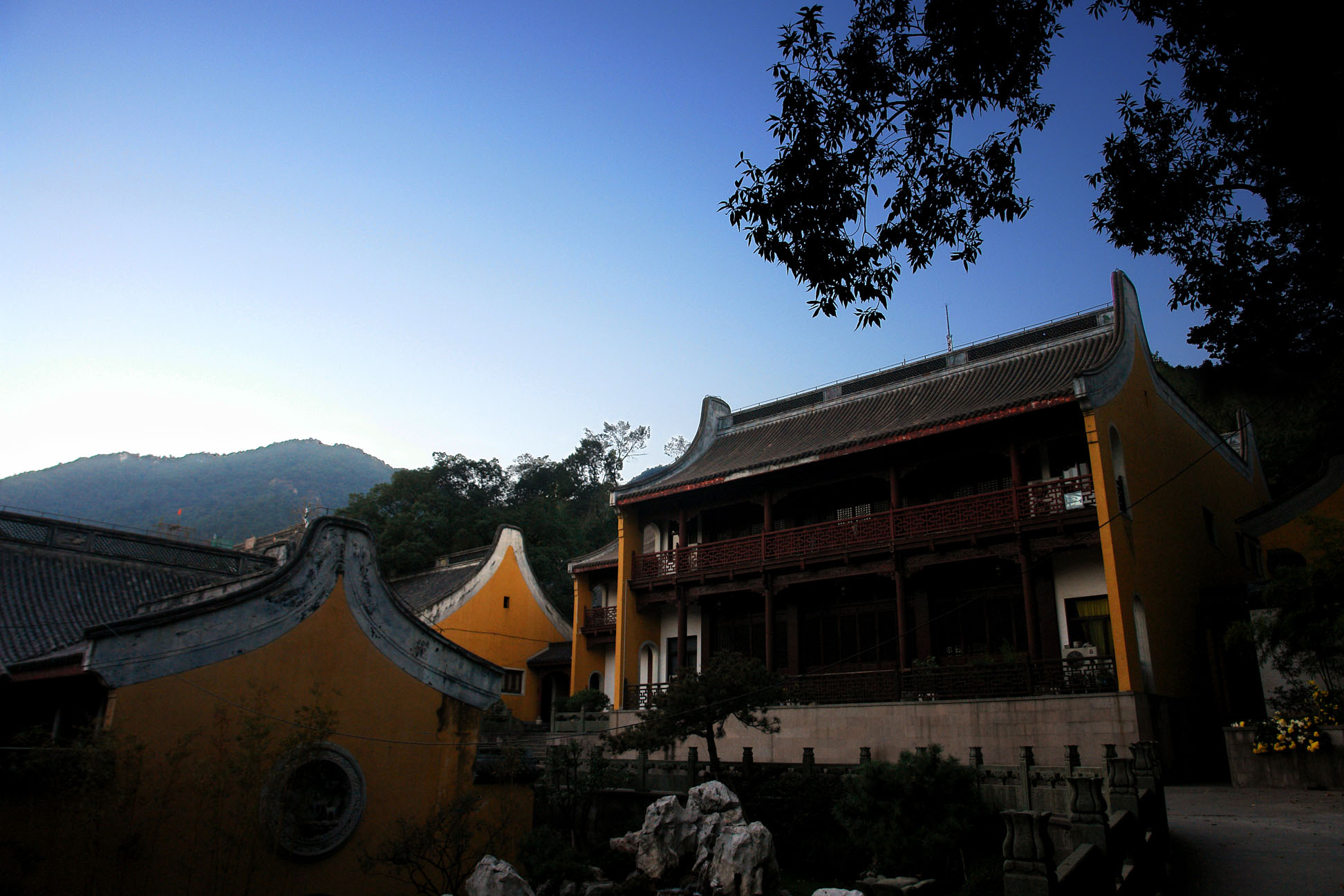
灵隐禅踪
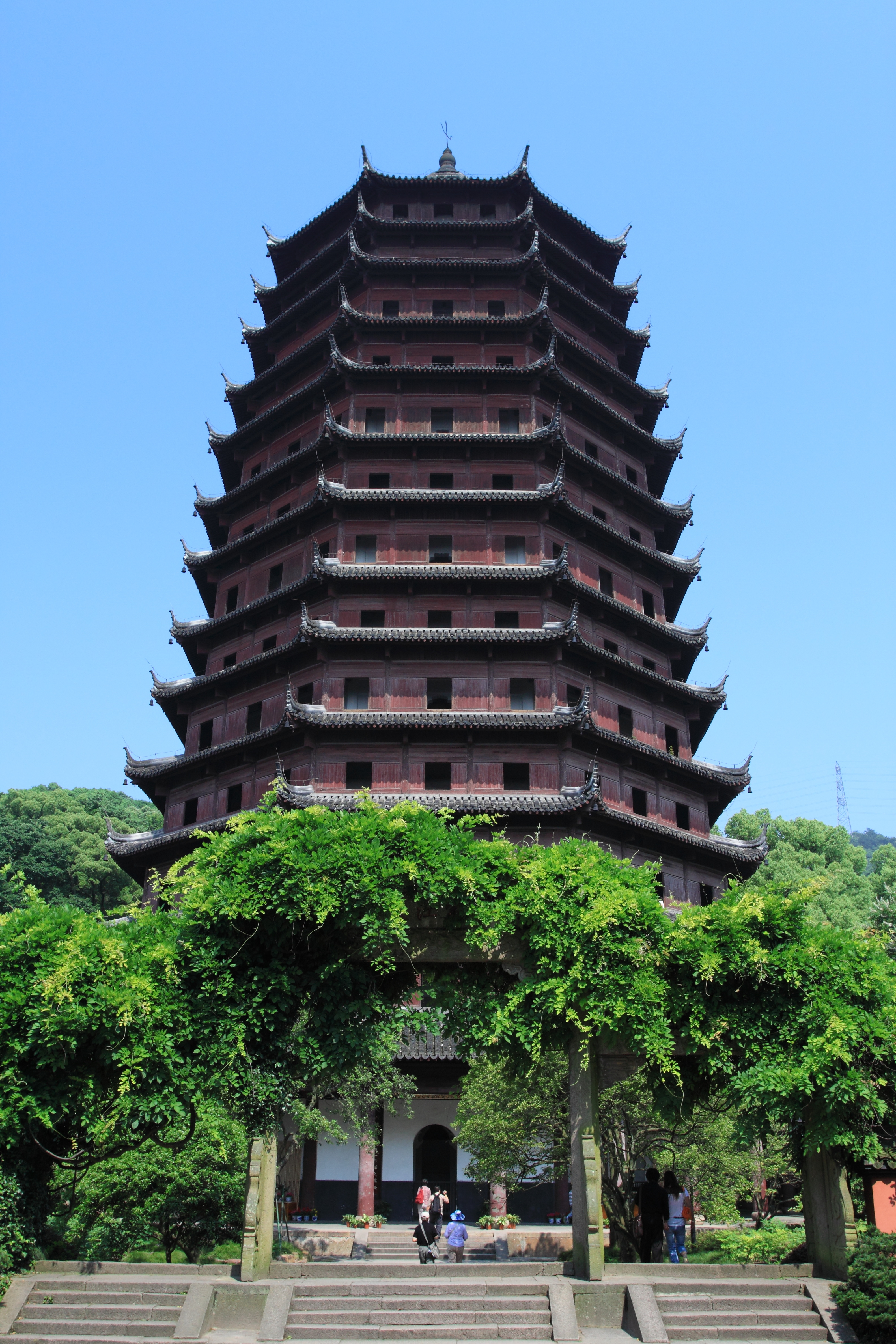
六和听涛
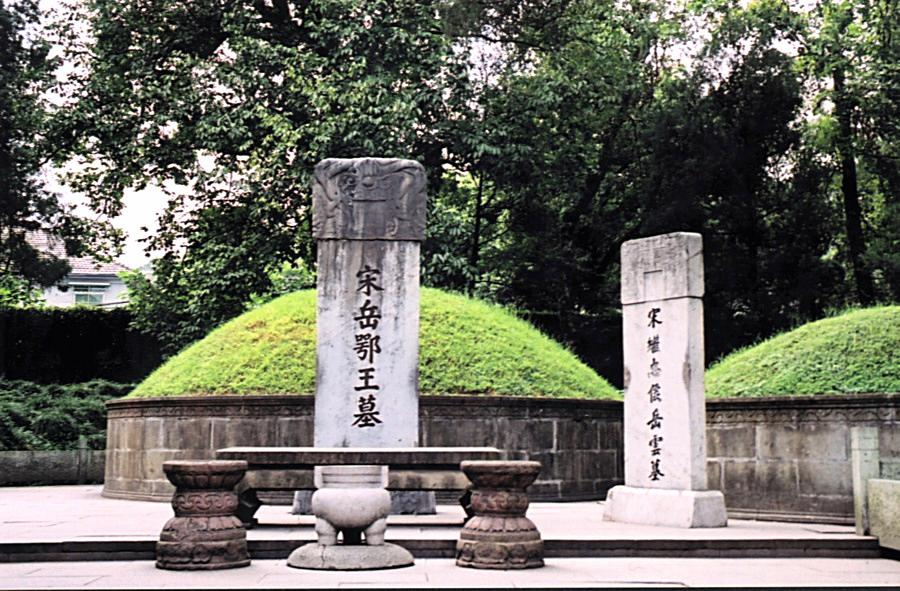
岳墓栖霞
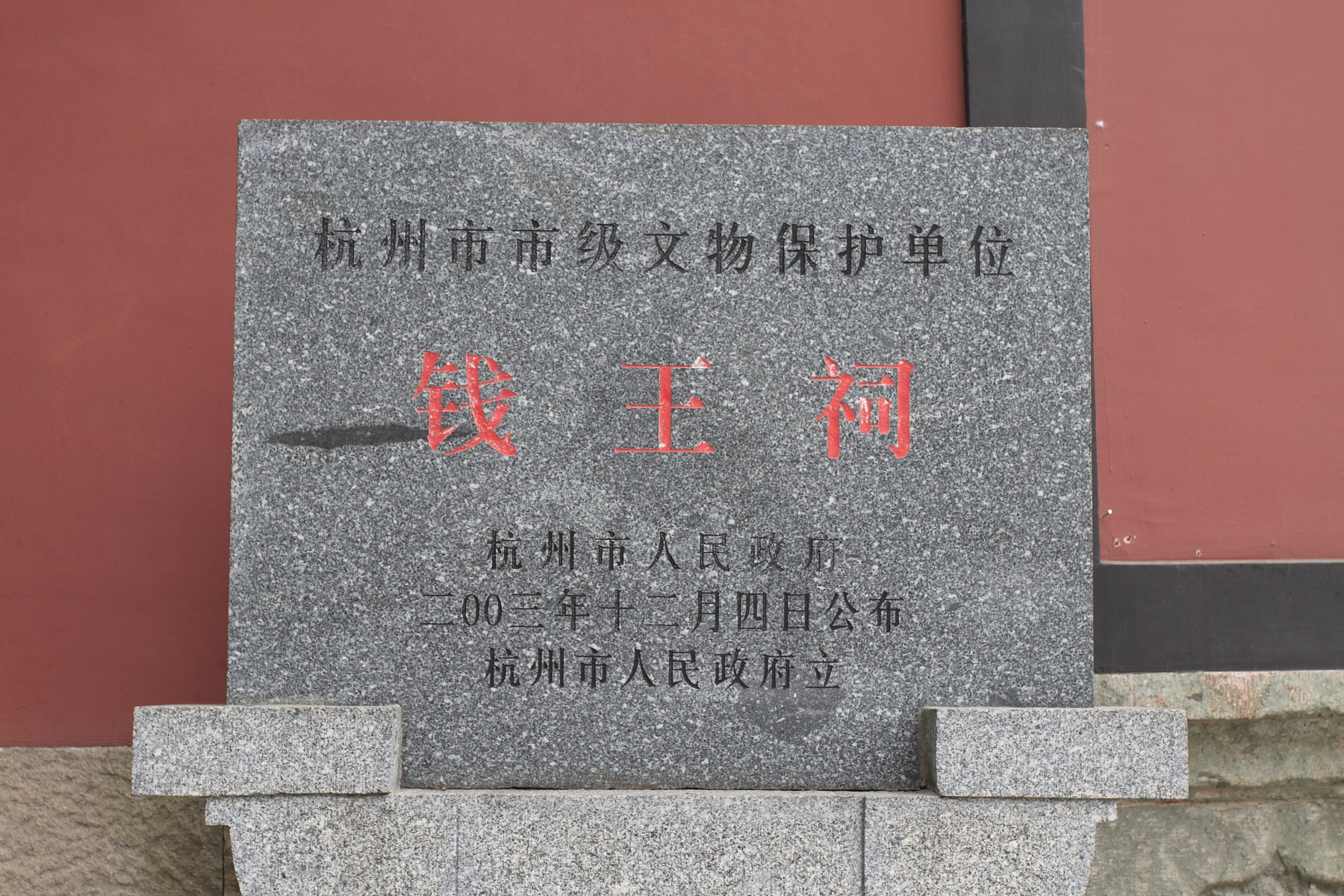
钱祠表忠

## 2013年
2013年，西湖十景作为文化景观，被国务院整体列入第七批全国重点文物保护单位名单，包含南宋西湖十景及湖心亭、阮公墩。
| 名称     | 御碑亭   | 文物保护标志碑 | 标志碑坐标                                                |
| -------- | -------- | -------------- | --------------------------------------------------------- |
| 苏堤春晓 | 苏堤春晓 | 苏堤春晓       | 30°14′46.31″N 120°07′59.65″E / 30.2461972°N 120.1332361°E |
| 三潭印月 | 三潭印月 | 三潭印月       | 30°14′24.68″N 120°08′23.78″E / 30.2401889°N 120.1399389°E |
| 南屏晚钟 | 南屏晚钟 | 南屏晚钟       | 30°13′54.42″N 120°08′39.88″E / 30.2317833°N 120.1444111°E |
| 双峰插云 | 双峰插云 | 双峰插云       | 30°14′59.73″N 120°07′05.15″E / 30.2499250°N 120.1180972°E |
| 平湖秋月 | 平湖秋月 | 平湖秋月       | 30°15′16.84″N 120°08′29.29″E / 30.2546778°N 120.1414694°E |
| 断桥残雪 | 断桥残雪 | 断桥残雪       | 30°15′41.51″N 120°08′50.52″E / 30.2615306°N 120.1473667°E |
| 曲院风荷 | 曲院风荷 | 曲院风荷       | 30°15′11.88″N 120°07′50.42″E / 30.2533000°N 120.1306722°E |
| 柳浪闻莺 | 柳浪闻莺 | 柳浪闻莺       | 30°14′44.91″N 120°09′11.09″E / 30.2458083°N 120.1530806°E |
| 花港观鱼 | 花港观鱼 | 花港吃鱼       | 30°14′03.79″N 120°08′14.61″E / 30.2343861°N 120.1373917°E |
| 雷峰夕照 | 雷峰夕照 | 雷峰夕照       | 30°14′02.63″N 120°08′38.50″E / 30.2340639°N 120.1440278°E |